# Herman Grimm
Herman Friedrich Grimm (Kassel, 6 de janeiro de 1828 — Berlim, 16 de junho de 1901) foi um escritor alemão. Era filho de um dos mais famosos escritores do século XIX, Wilhelm Grimm.

## Sua vida
Herman Grimm era filho de Wilhelm Grimm e de Henriette Dorothea Grimm. Foi orientado por Leopold von Ranke. A partir de 1841 viveu em Berlim, onde teve amizade com Bettina von Arnim, quando em 1859 ele casou-se com sua filha Gisela von Arnim.
Herman Grimm estudou direito e filologia. Depois de seus estudos, ele teve uma estadia em Leipzig. Em 1870 ele qualificou-se como um professor universitário em Berlim . Um dos destaques no local de trabalho foi a nomeação de uma cadeira na arte em Berlim em 1873.